# بيار جامجيان
بيار جامجيان (بالأرمنية: Բիեռ Չամիչեան) هو مُمثل لُبناني أرمني، بدأ مسيرته الفنيَّة على خشبة المسرح في أوائل سبعينيَّات القرن العشرين، ثُمَّ انتقل إلى شاشة التلفاز حيثُ ذاعت شُهرته في لُبنان خلال ثمانينيَّات القرن المذكور بعد مُشاركته الفنانين إبراهيم مرعشلي وهند أبي اللمع في مُسلسل «المُعلِّمة والأُستاذ» الذي أدَّى فيه شخصيَّة «بيارو» التي لازمته مُنذ تلك الفترة.
وُلد بيار جامجيان في منطقة جل الديب شماليّ بيروت سنة 1951م، وتتلمذ في ثانوية الجودة، وفيها ظهرت موهبته التمثيليَّة. لفت نظر الفنَّان عاصي الرحباني الذي شاهده في إحدى مسرحيَّات الرابطة الاجتماعية في جل الديب، التي كانت تلتقف موهوبي المسرح المدرسي في المنطقة، فاستدعاه لِيُمثِّل مع فرقته وأمام المُطربة فيروز على مسرح «البيكاديلِّي» الواقع في شارع الحمراء ببيروت. تابع جامجيان مسيرته الفنية مع الرحابنة بعد هذا الاختبار، وشارك في أبرز مسرحيَّات تلك الفترة مع زياد الرحباني، مثل:  «سهرية » (1973) «نزل السرور» (أواخر سنة 1974م) و «فيلم أميركي طويل» (1980م) و «شي فاشل» (1983م).
تحوَّل جامجيان إلى التمثيل على شاشة تلفزيون لبنان أيضًا، فظهر في بعض حلقات مُسلسل «يسعد مساكن» مع أبو ملحم (الفنان أديب حدَّاد)، إلى أن أدَّى سنة 1981م الدور الأبرز له في المُسلسل الكوميدي «المُعلِّمة والأُستاذ»، وهو شخصيَّة «بيارو». فيما بعد عرض جامجيان بعض المسرحيَّات مثل «بيارو حظه زيرو» (1987م)، ثُمَّ «بيارو أو لا أحد» في التسعينيات. كما شارك في مُسلسلات مثل «حكاية أمل»، و«السبيل»، و«امرأة من ضياع»، و«لو ما انقطعت الكهربا»، و«الهيبة».
تُوفي جامجيان يوم الخميس 21 تشرين الأوَّل (أكتوبر) 2021م في مُستشفى القديس جاورجيوس (الشهيرة بُمستشفى الروم) بمدينة بيروت، بعد أن نُقل إليها في الليلة السابقة حيثُ تبيَّن أنَّ رئتيه مُمتلئتان بالمياه، ولم يدم به الحال طويلًا، ففارق الحياة خلال ساعات عن 70 سنة.

## أعماله
- تايم آوت (2018)

## وصلات خارجية
- بيار جامجيان على موقع قاعدة بيانات الأفلام العربية